# 索庫烏卡
索庫烏卡是波蘭的城鎮，位於該國東北部，毗鄰與立陶宛接壤的邊境，由波德拉謝省負責管轄，始建於十六世紀，面積18.61平方公里，2006年人口18,888。